# Skuldergördelns muskler
Skuldergördelns muskler är, i människans kropp, de muskler som rör skuldergördeln i förhållande till bröstkorgen (thorax).
| Skuldergördelns muskler | Skuldergördelns muskler | Skuldergördelns muskler | Skuldergördelns muskler |
| Muskel                  | Ursprung | Fäste | Funktion |
| ----------------------- | --- | --- | --- |
| M. pectoralis minor     | Revben 3–5 (costae III–V) | Korpnäbbsutskottet (processus coracoideus) | Sänkning av skulderbladet |
| M. serratus anterior    | Revben 1–8/9 (costae I-VIII/IX) | Skulderbladets mediala kant samt övre och nedre vinkel (Margo medialis, angulus superior, angulus inferior scapulae)                                                                                   | Sänkning (nedre delen), drag lateralt (utåt sidan) och framåt, rotation av skulderbladet                                                         |
| M. rhomboideus major    | Bröstkota 2–5 (vertebrae thoracicae Th II–V processus spinosus) | Skulderbladets mediala kant (margo medialis scapulae (pars inferior)) | Drar skulderbladet medialt (inåt) |
| M. rhomboideus minor    | Halskota 7 och bröstkota 1 (processus spinosus vertebrae cervicales C VII) och bröstkota 1 (vertebrae thoriccae Th I)                                                                                               | Skulderbladets mediala kant (margo medialis scapulae (pars intermedia)) | Drar skulderbladet medialt (inåt) |
| M. levator scapulae     | Halskota 1–4 (processus transversus vertebrae (tuberculum posterius) C I–IV) | Skulderbladets mediala kant (margo medialis scapulae (pars superior)) | Lyfter skulderbladet |
| M. trapezius            | Occipitalbenet (protuberantia occipitalis externa, ligamentum nuchae, linea nuchae superior), ryggraden från halskota 7 till bröstkota 10 (processus spinosi vertebrae cervicales C VII, vertebrae thoricicae Th X) | Pars descendens - Nyckelbenet lateralt (clavicula pars lateralis) Pars horizontalis - Akromion medialt (acromion margo medialis) Pars ascendens - Skulderkammen medialt (spina scapulae pars medialis) | Drar medialt (inåt) samt sänker (nedre delen) och roterar skulderbladet                                                                          |
| M. latissimus dorsi     | Bröstkota 7 till ländkota 5 (processus spinosi vertebrae cervicales, thoracicae, lumbales Th VII–L V), korsbenet (os sacrum), svansbenet (os ilium)                                                                 | Överarmsbenet, lilla tuberkelns distala benkam (crista tuberculi minoris humeri) | Sänkning av skulderbladet (indirekt via humerus) samt inåtroterar, adducerar (för mot kroppens mittlinje) och extenderar humerus (överarmsbenet) |
| M. subclavius           | Revben 1 (costa I) | Nyckelbenet (sulcus musculi subclavii) | Drar nyckelbenet medialt |